# Candelarita (Costa Rica)
Candelarita es un distrito del cantón de Puriscal, en la provincia de San José, de Costa Rica.

## Geografía
Candelarita cuenta con un área de 26,73 km² y una altitud media de 980 m s. n. m. El distrito de Candelarita era un kilómetro cuadrado más extenso antes del Censo 2000. Se toma en cuenta esta diferencia territorial en los datos de densidad de población antes del año 2000.

## Demografía
Para el año 2022, Candelarita cuenta con una población estimada de 1613 habitantes, y para el último censo efectuado, en 2011, Candelarita contaba con una población de 1436 habitantes.

## Localidades
- Poblados: Alto Cebadilla, Bajo los Chacones, Copalar, Pedernal, Polka, Sabanas.

## Transporte

### Carreteras
Al distrito lo atraviesan las siguientes rutas nacionales de carretera:
- Ruta nacional 317